# REAL Records
REAL Records — російський лейбл звукозапису, що існував з 1999 по 2018. Компанія також випускала альбоми під торговими марками Iceberg Music та «Зажигай Мьюзик».

## Історія
Компанія утворена 17 лютого 1999 року дома ГРТ Рекордс. Засновниками компанії були Руперт Мердок, Борис Березовський та Михайло Козирєв, на той момент уже генеральний директор «Нашого радіо». Поряд з ТВ-6, ОРТ, «Нашим радіо», «Комерсантом» та «Незалежною газетою», REAL Records увійшла до медіаімперії Бориса Березовського.
Найпершим генеральним директором був Костянтин Ернст, невдовзі його змінила Олена Михайлова. Ернст ж продовжив курирувати діяльністю компанії, став її президентом. Партнерами компанії від початку були «Перший канал» і «Наше радио». З квітня 2001 по грудень 2003 року в нічному ефірі ОРТ/«Першого каналу» існувала телевізійна програма «Реальна музика» про останні новини музики з демонстрацією музичних кліпів, що випускалася за участю REAL Records. Наприкінці 2003 року вона припинила своє існування через низькі рейтинги.
У тому року компанію було продано «Першому каналу», а Олена Михайлова пішла з займаної посади за власним бажанням. У 2004 році генеральним директором став чоловік Валерії та продюсер «Фабрики зірок» Йосип Пригожин.
Після виходу 2005 року з «Нашого радіо» Михайла Козирєва компанія стала належати Костянтину Ернсту який став і її керівником. З 2007 року входила до групи компаній "Червоний квадрат". З кінця 2009 року генеральним директором лейблу був соліст музичного гурту «Руки Вверх!» Сергій Жуков.
Останні альбоми, випущені лейблом, датуються кінцем 2010. 5 лютого 2018 року організація була офіційно ліквідована.